# Strzegomice
Strzegomice (niem. Dornhennersdorf) – dawniej wieś, obecnie część miasta Bogatynia w Polsce, położona w województwie dolnośląskim, w powiecie zgorzeleckim, w gminie Bogatynia.
W latach 80. XX w. wysiedlono mieszkańców, a wieś została przysypana masami nadkładu zwałowiska zewnętrznego Kopalni Węgla Brunatnego Turów.
W latach 1975–1998 miejscowość należała administracyjnie do województwa jeleniogórskiego.

## Historia
Początki wsi sięgają roku 1427, gdzie w dokumencie praskiego arcybiskupa pojawia się wzmianka o niejakim Nyklu Libinku ze Strzegomic. Początkowo wieś podzielona była na dwa majątki rycerskie – jeden należał do państwa Frýdlant, a drugi przypadał właścicielom zamku w Trzcińcu.
Od połowy XVII wieku Strzegomice były już jednym majątkiem, ale mieszkańcy należeli do dwóch różnych parafii – Wigancic Żytawskich i Zatonia.